# Abdalla Hamdok
Addalla Hamdok (Kordofan, 1 januari 1956) is een Soedanees politicus en econoom. Van 21 augustus 2019 tot aan zijn afzetting bij de staatsgreep van 25 oktober 2021 was hij premier van Soedan, een functie die hij opnieuw bekleedde tussen november 2021 en januari 2022.

## Carrière
Hamdok behaalde een bachelor in de wetenschap aan de Universiteit van Khartoem en een master in de economie aan de Universiteit van Manchester. Hierna vervulde hij vele politieke functies. In de periode 1981-1987 werkte hij bij het Soedanese ministerie van Financiële en Economische Planning. In de jaren 1990 bekleedde hij functies bij Deloitte Touche Tohmatsu, de Afrikaanse Ontwikkelingsbank en de Internationale Arbeidsorganisatie.
In 2001 werkte hij korte tijd voor de Economische Commissie voor Afrika. Van 2011 tot 2018 was hij plaatsvervangend uitvoerend secretaris bij deze organisatie. In 2002 had hij een bestuurlijke functie op het gebied van regionale integratie en handel. Van 2003 tot 2008 was hij regionaal directeur voor Afrika en het Midden-Oosten bij het International Institute for Democracy and Electoral Assistance.
In september 2018 werd hij onder president Omar al-Bashir benoemd tot minister van Financiën, maar hij weigerde deze functie te aanvaarden.

### Premierschap
Op 20 augustus 2019 werd Hamdok door de Soevereine Raad van Soedan beëdigd als de 15e Soedanese premier. Hij was in juni als kandidaat hiervoor voorgedragen door de Soedanese Freedom and Change Forces. Dit gebeurde in de nasleep van de staatsgreep van enkele maanden eerder, waarbij premier Mohamed Tahir Ayala was afgezet.
Op 9 maart 2020 overleefde Hamdok een aanslag op zijn leven.
Op 25 oktober 2021 vond in Soedan opnieuw een staatsgreep plaats, onder leiding van generaal Abdel Fattah al-Burhan. Hamdok werd afgezet en samen met zijn vrouw en een aantal andere hoge functionarissen gearresteerd. Een dag later werd bekend dat Hamdok naar zijn eigen woning was teruggebracht. In november 2021 werd bekendgemaakt dat Hamdok en de legerleiding van Sudan een overeenkomst hadden gesloten waardoor Hamdok weer premier werd. Hierna volgden echter demonstraties in het land, omdat o.a. getwijfeld werd aan Hamdoks daadwerkelijke machtspositie. Op 2 januari 2022 trad Hamdok af.